# Santa Catarina (San Luis Potosí)
Santa Catarina (San Luis Potosí) é um município do estado de San Luis Potosí, no México.